# Kōji Yamase
Kōji Yamase (Sapporo, 22 de septiembre de 1981) es un exfutbolista japonés que jugaba como delantero.

## Clubes
| Club                   | País  | Año       |
| ---------------------- | ----- | --------- |
| Consadole Sapporo      | Japón | 2000-2002 |
| Urawa Red Diamonds     | Japón | 2003-2004 |
| Yokohama F. Marinos    | Japón | 2005-2010 |
| Kawasaki Frontale      | Japón | 2011-2012 |
| Kyoto Sanga F. C.      | Japón | 2013-2016 |
| Avispa Fukuoka         | Japón | 2017-2018 |
| Ehime FC               | Japón | 2019-2021 |
| Renofa Yamaguchi F. C. | Japón | 2022-2024 |

## Palmarés

### Títulos nacionales
| Título         | Club               | País  | Año  |
| -------------- | ------------------ | ----- | ---- |
| Copa J. League | Urawa Red Diamonds | Japón | 2003 |